# Astragalus gamasiabensis
Astragalus gamasiabensis es una especie de planta del género Astragalus, de la familia de las leguminosas, orden Fabales.

## Distribución
Astragalus gamasiabensis se distribuye por Irán.

## Taxonomía
Fue descrita científicamente por Maassoumi, Zarre & Podl. Fue publicada en Fl. Iranica 177: 69 (2008).